# Gregory Corbitt
Gregory Corbitt (né le 2 septembre 1971 à Perth) est un joueur de hockey sur gazon australien. Il participe aux Jeux olympiques d'été de 1992 et remporte la médaille d'argent de la compétition.

## Palmarès

### Jeux olympiques
- Jeux olympiques de 1992 à Barcelone,  Espagne
  -  Médaille d'argent.